# John Murray (oceanograf)
Sir John Murray, född 3 mars 1841 i Cobourg, Ontario, död 16 mars 1914 i en trafikolycka vid Kirkliston nära Edinburgh, var en kanadensiskfödd brittisk oceanograf.
Murray studerade vid Edinburghs universitet samt vid andra europeiska universitet. Han blev mest känd som medlem av den stora brittiska Challengerexpeditionen 1872-76 och var chef för denna expeditions vetenskapliga undersökningar efter Charles Wyville Thomsons bortgång. Han var även utgivare av "Reports of the Scientific Results of the Voyage of H.M.S. Challenger" (1882-96). Själv bidrog han med den allmänna berättelsen om expeditionen samt med "Report on the Deep-Sea Deposits".
Han tog 1910 del i ledningen av den med fartyget "Michael Sars" företagna fysiologiska och biologiska undersökningen i norra Atlanten. Han utförde dessutom ett stort antal hydrografiska och hydrobiologiska undersökningar, från 1897 särskilt rörande Skottland; resultaten av de sistnämnda publicerades i "Report on the Scientific Results of a Bathymetrical Survey of the Fresh Water Lochs of Scotland" (sex band, avslutat 1910). Han var Storbritanniens ombud vid den internationella hydrografisk-biologiska kongressen i Stockholm 1899. Han tilldelades Royal Medal 1895, Clarkemedaljen 1900 och Vegamedaljen 1912 . Han var ledamot av bland annat Vetenskaps- och vitterhetssamhället i Göteborg (från 1912).
Auktorsnamnet J.Murray kan användas för John Murray (oceanograf) i samband med ett vetenskapligt namn inom botaniken; se Wikipediaartiklar som länkar till auktorsnamnet.